# 장샤오페이
장샤오페이(중국어 간체자: 张小斐, 정체자: 張小斐, 병음: Zhāng Xiǎofěi, 한자음: 장소비, 1986년 1월 10일 ~ )는 중국의 배우이다.

## 출연작

### 드라마
- 2012년 베이징 텔레비전 품질극장 《독자》 - 메이메이 역
- 2012년 CCTV-1 제일특약극장 《류백승원수》 - 차샤오잉 역
- 2014년 CCTV-1 제일특약극장 《마향양하향기》 - 치화이 역
- 2023년 CCTV-8 황금강당극장 《호사성쌍 : 참 좋은 시절》 - 린솽 역
- 2024년 후난위성텔레비전 금응독파극장 《호운가》 - 하오유쯔 역